# A kolozsvári Ferenc József Tudományegyetem matematikusai

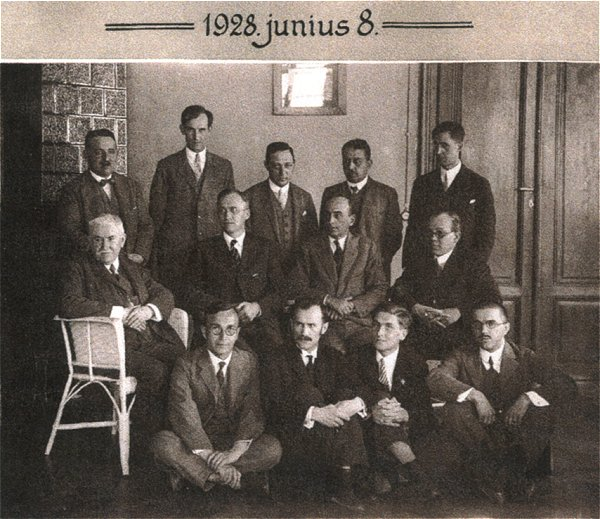
Szegedi matematikus találkozó 1928
Felső sor (balról jobbra): Riesz Frigyes, Kerékjártó Béla, Haar Alfréd, Kőnig Dénes, Ortvay Rudolf
Középső sor: Kürschák József, G. D. Birkhoff, O. D. Kellogg, Fejér Lipót
Alsó sor: Radó Tibor, Lipka István, Kalmár László, Szász Pál

Kolozsvárott 1872-ben nyílt meg az első modern egyetem, amely 1881-ben felvette a  Ferenc József Tudományegyetem nevet. 1919-ben, a hatalomváltás miatt, el kellett menekülnie, előbb Budapesten, majd Szegeden működött, majd 1940-ben (részben) visszaköltözött Kolozsvárra. 1945-ben jogutód nélkül megszüntették, amikor létrehozták a Bolyai Tudományegyetemet. Ez utóbbit 1959-ben erőszakkal egyesítették a Victor Babeş Tudományegyetemmel, létrehozván a Babeș–Bolyai Tudományegyetemet.

## Matematika az egyetemen
A kolozsvári egyetem korábban vált fontos matematikai központtá, mint a budapesti.
A 20. század elején olyan hírességek tanítottak itt, akikre ma is állandóan hivatkoznak a matematika oktatása során is. Riesz Frigyes és Haar Alfréd funkcionálanalízisbeli, Fejér Lipót sorelméleti eredményei, Farkas Gyula híres egyenlőtlenség-rendszerekre vonatkozó lemmája (amely a nevét viseli) ma az alapképzés részei, a világ minden táján matematikát tanuló diák hall ezekről.
Kezdetben Brassai Sámuel és Martin Lajos tanította a matematikát, habár egyikük sem volt képzett matematikus, Brassai nem is foglalkozott a matematika kutatásával. Vályi Gyula és Réthy Mór már más szemlélettel rendelkeztek, fontosnak tartották nemcsak a tanítást, de a kutatást is. Brassai minden gáncsoskodása ellenére Vályi Gyula ápolta a Bolyai-kultuszt, rendszeresen tartott előadást a Bolyai-geometriáról. Schlesinger Kolozsvárra kerülésével meglendült a nemzetközi kutatásba való bekapcsolódás. A csúcs azonban akkor jött el, amikor Fejér Lipót, Riesz Frigyes, Haar Alfréd, Farkas Gyula (aki fizika előadásokat tartott, de matematikusként is számon tartjuk) tevékenykedtek a kolozsvári egyetemen. Klug Lipót az ábrázoló geometria máig egyik legnagyobb alakja.
Említésre érdemes még Schmidt Ágoston, a Kolozsvári Piarista Főgimnázium tanára, aki 1873-ban Rostockban doktorált, és 1874–1879 között magántanárként működött az egyetemen. Akkor ő volt az egyetlen a két matematikai tanszéken, akinek doktori fokozata volt. Sem Brassai Sámuel, sem Martin Lajos nem voltak doktorok, autodidakták lévén, az egyetem díszdoktorokká avatta őket.
1911-től Dávid Lajos, aki akkor székelyudvarhelyi tanárként dolgozott, magántanárként tanított a kolozsvári egyetemen (kéthetenként tartotta az óráit).
1940-ben a Szegedről visszakerülő egyetemre Riesz Frigyes nem jött vissza, csak Szőkefalvi-Nagy Gyula aki a szegedi tanárképzőből 1939-ben került az egyetemre, és aki a tanítás és kutatás mellett Kolozsváron dékáni szerepet is vállalt a háborús körülmények közepette igen nehézkesen működő egyetemen. Az ebben az időben még itt tevékenykedők közül (Borbély Samu, Varga Ottó, Dávid Lajos) csak Borbély Samu maradt a háború befejezése után is ameddig engedték, mert a magyar állampolgárságú tanárokat már nem tűrték meg az egyetemen az 1948-as tanügyi reform után.

## A matematikustanárok listája
1872–1945 között a következő matematikusok tanítottak a Ferenc József Tudományegyetemen:
| Név                               | Kolozsváron tanított |
| --------------------------------- | -------------------- |
| Brassai Sámuel (1800–1897)        | 1872–1883            |
| Martin Lajos (1827–1897)          | 1872–1897            |
| Réthy Mór (1846–1925)             | 1874–1886            |
| Schmidt Ágoston (1845–1902)       | 1874–1879            |
| Vályi Gyula (1855–1913)           | 1881–1911            |
| Farkas Gyula (1847–1930)          | 1887–1915            |
| Schlesinger Lajos (1864–1933)     | 1897–1911            |
| Klug Lipót (1854–1945)            | 1897–1917            |
| Fejér Lipót (1880–1959)           | 1905–1911            |
| Riesz Frigyes (1880–1956)         | 1911–1919            |
| Haar Alfréd (1885–1933)           | 1912–1919            |
| Szőkefalvi Nagy Gyula (1887–1953) | 1915–1919            |

| Név                               | Szegeden tanított |
| --------------------------------- | ----------------- |
| Riesz Frigyes (1880–1956)         | 1922–1940         |
| Haar Alfréd (1885–1933)           | 1922–1933         |
| Kerékjártó Béla (1898–1946)       | 1922–1938         |
| Szőkefalvi Nagy Gyula (1887–1953) | 1939–1940         |

| Név                               | Kolozsváron tanított |
| --------------------------------- | -------------------- |
| Borbély Samu (1907–1984)          | 1941–1944            |
| Dávid Lajos (1881–1962)           | 1940–1944            |
| Szőkefalvi Nagy Gyula (1887–1953) | 1940–1944            |
| Varga Ottó (1909–1969)            | 1941–1942(?)         |

A szegedi egyetemen 1922 és 1940 között tanársegédek voltak: Radó Tibor, Kalmár László, Lipka István.
1940 és 1945 között a következő gyakornokok dolgoztak a kolozsvári egyetemen:
Fejes Tóth László, Molnár József, Nemes Béla, Gáspár Gyula és Fila Jenő.

## Könyvek és egyetemi jegyzetek
Az egyetem matematikusainak könyvei és kézzel írott sokszorosított egyetemi jegyzetei jó része ma is megtalálható a kolozsvári egyetem matematikai könyvtárában. Ezek közül több elérhető digitalizált formában. A jegyzeteket egyetemi hallgatók írták le gyorsírással az előadásokon, majd átírták, és azután került sor a sokszorosításukra.

## Források

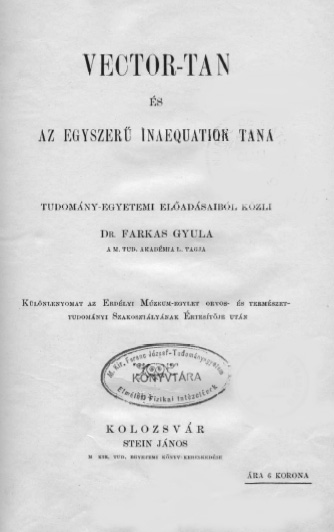
Farkas Gyula egyik könyvének címlapja

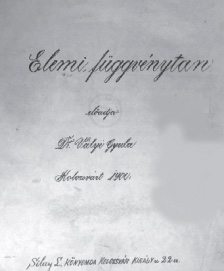
Vályi Gyula egyik kézírásos jegyzetének belső címlapja

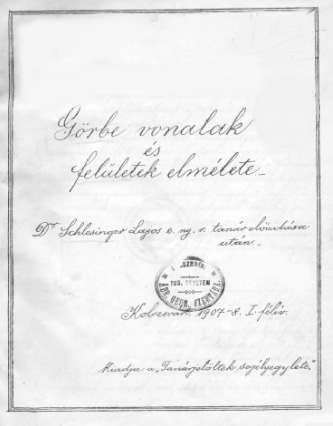
Schlesinger Lajos egyik kézírásos jegyzetének belső címlapja